# Little Nightmares 3
Little Nightmares 3 (estilizado como Little Nightmares III) es un próximo videojuego de aventuras de terror y plataformas de rompecabezas desarrollado por Supermassive Games y publicado por Bandai Namco Entertainment para Nintendo Switch, PlayStation 4, PlayStation 5, Windows, Xbox One y Xbox Series X/S. Sirve como una secuela independiente de los dos primeros juegos de Little Nightmares. El juego sigue a dos nuevos niños protagonistas, Low y Alone, mientras navegan por The Nowhere y escapan de una amenaza inminente. Su lanzamiento está previsto para el día 10 de octubre de 2025 PEGI+12.

## Jugabilidad
Al igual que sus juegos anteriores, Little Nightmares III se desarrolla en un mundo 2.5D. El jugador debe explorar el mundo, encontrándose ocasionalmente con situaciones similares a las de un juego de plataformas o siendo bloqueado por acertijos que deben resolverse para continuar. A diferencia de los dos primeros juegos, el jugador ahora puede jugar solo junto a un compañero de IA o con otro jugador en modo cooperativo en línea. Los dos personajes principales tienen diferentes mecánicas de juego, con Low empuñando su arco y flecha, y Alone usando su llave.

## Desarrollo
En 2021, Tarsier Studios confirmó que Little Nightmares 2 sería su última entrada, ya que fueron adquiridos por Embracer Group en diciembre de 2019; pero dado que los derechos intelectuales de Little Nightmares pertenecen a Bandai Namco, el editor pretende continuar la serie sin Tarsier.
En agosto de 2023, Little Nightmares III se presentó en la Opening Night Live de la Gamescom. A diferencia de sus predecesores, el juego es desarrollado únicamente por Supermassive Games en lugar del desarrollador original de la franquicia. Supermassive tenía experiencia previa en la franquicia Little Nightmares para desarrollar los ports mejorados para PlayStation 5 y Xbox Series X/S del juego anterior.
También se anunció una serie de podcasts, titulada "The Sounds of Nightmares", que lanzó sus dos primeros episodios en el canal de YouTube de Bandai Namco Europa el 22 de agosto.